# Kirche Burkhards

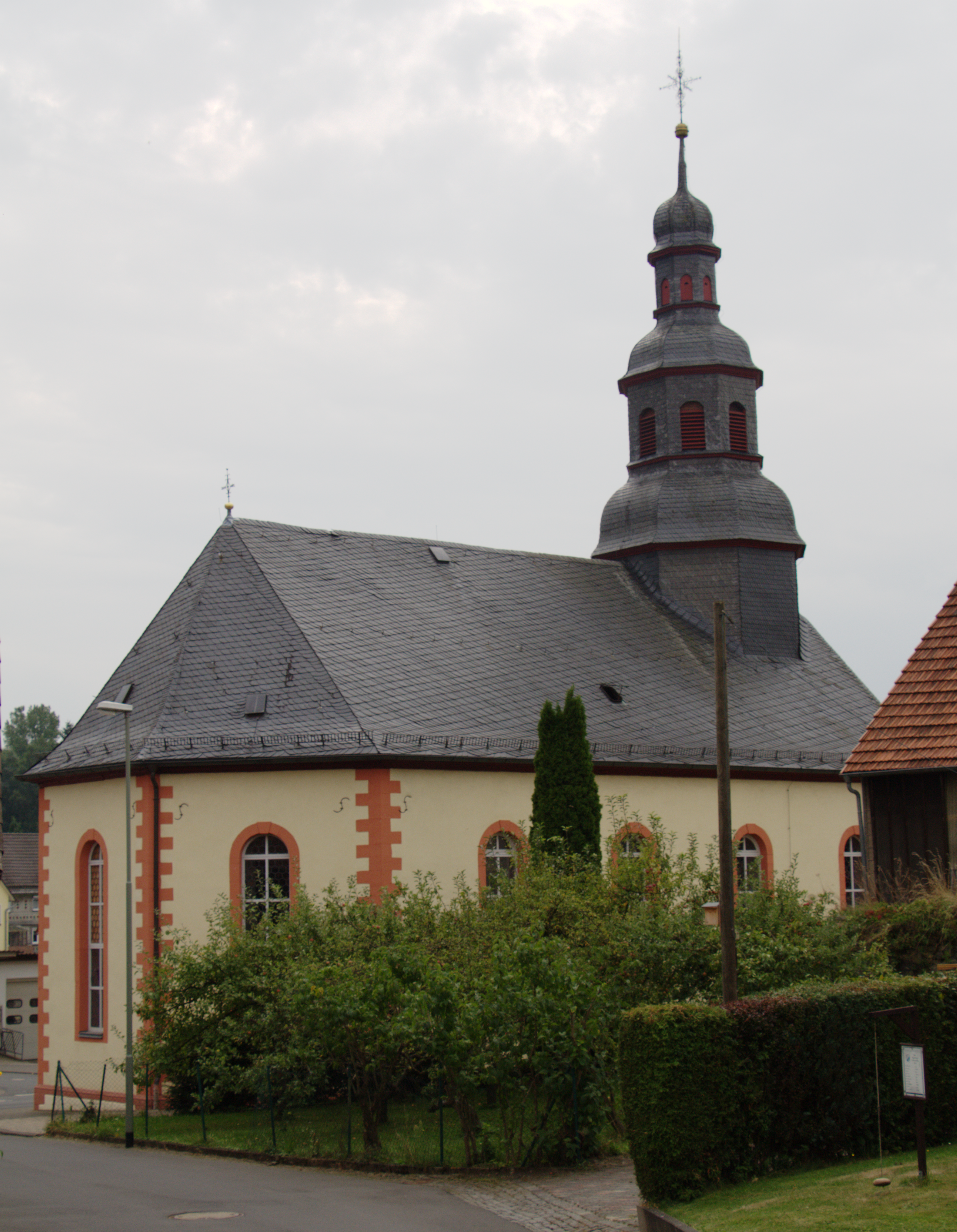
Kirche Burkhards

Die evangelisch-unierte Kirche Burkhards steht in Burkhards, einem Stadtteil von Schotten im  Vogelsbergkreis von Hessen. Die Kirche gehört zur Kirchengemeinde Burkhard/Kaulstoß im Dekanat Büdinger Land  in der Propstei Oberhessen der Evangelischen Kirche in Hessen und Nassau.

## Beschreibung
Im Jahre 1754 wurde die alte Dorfkirche auf dem Kirchberg abgebrochen und unter Benutzung ihrer Steine die heutige Saalkirche von Helfrich Müller, unter Mitarbeit von L. F. Müller erbaut, die am 26. Oktober 1755 eingeweiht wurde. Aus dem Satteldach des Kirchenschiffs, das im Osten über dem dreiseitig abgeschlossenen Chor abgewalmt ist, erhebt sich ein achtseitiger Dachreiter, bedeckt mit einer hohen, dreifach gestuften Haube. Im Dachreiter hängt eine Kirchenglocke, die aus der alten Dorfkirche stammt.
Zur Kirchenausstattung gehören eine barocke Kanzel und ihr Schalldeckel, die ebenfalls aus der alten Dorfkirche stammen. Auch die Kirchenbänke sind mit in die neue Kirche umgezogen. Auf der Empore über dem Altar, deren Brüstung bemalt ist, steht die Orgel mit zehn Registern und einem Pedal, die 1863 von Günter Hard & Sohn gebaut wurde.
Außen an der Nordwestmauer der Kirche befindet sich eine romanische Kopfskulptur, der sogenannte „Helg“. Mit der nahe gelegenen Marcellinuskapelle ist auch die Sage vom „Helg“ oder „Helch“ verbunden. Der „Helg“ selbst ist „ein Kopf mit Kerbschnittaugen und Lockenhaar.“